# Podlachia

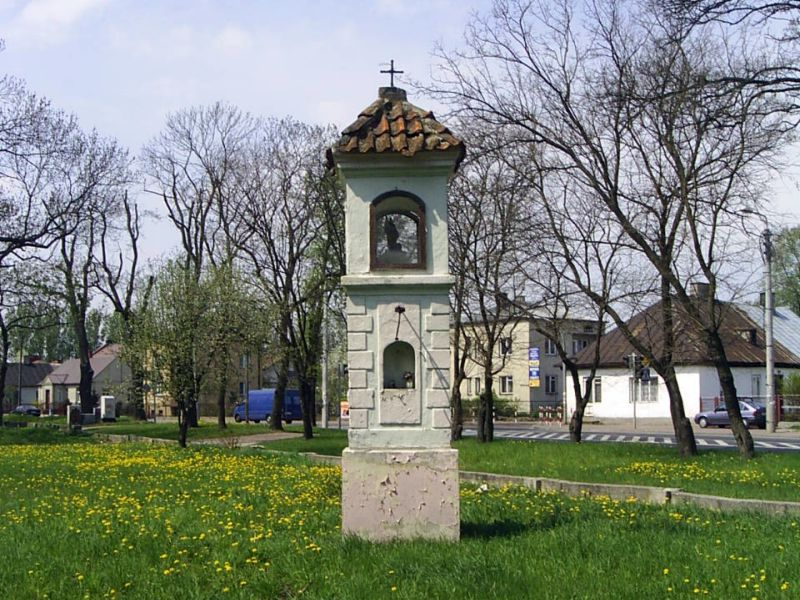
Vecchia cappella

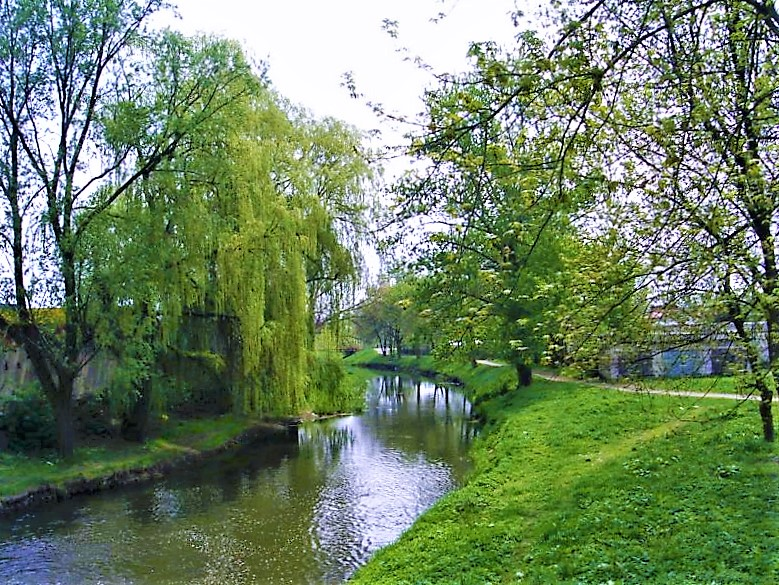
Fiume Krzna

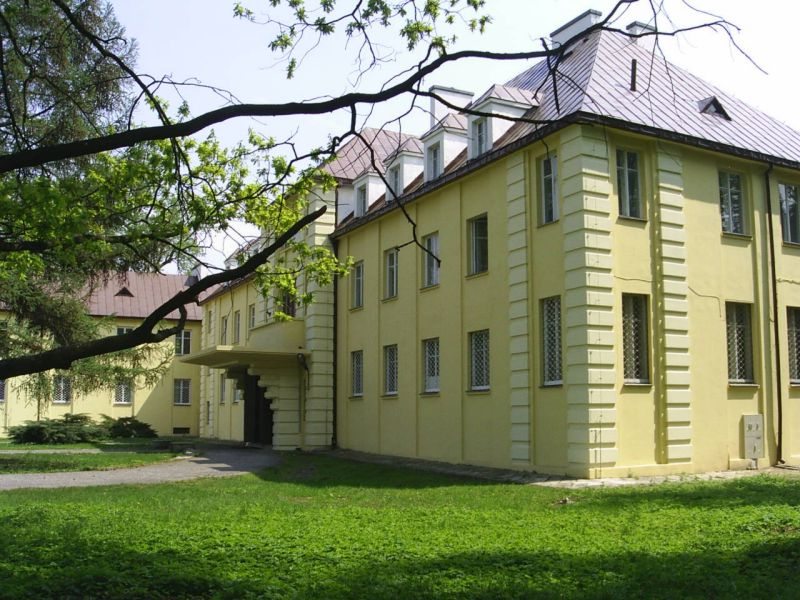
Palazzo di Potocki a Międzyrzec Podlaski

Podlachia, Podlacchia, o Podlesia è una regione storica nella parte orientale della Polonia e della Bielorussia occidentale. Si trova tra il fiume Biebrza a nord e lungo la sua naturale continuazione verso sud. La regione, in lingua polacca, si chiama Podlasie, Podlasko o Podlasze, in bielorusso è detta Падляшша Padljašša, in ucraino Підлісся Pidlissja, Підлясіє Pidljasije, o Підляхія Pidljaxija, in lituano Palenkė, in russo Подлясье Podljas'e e in latino Podlachia.

## Nome
Ci sono due diverse teorie riguardo all'origine del nome della regione: alcuni credono che derivi dalla parola slava les o las, che significa "foresta", e un possibile significato potrebbe essere quello di "area vicino alla foresta" o "area di foreste", rendendo Podlachia sinonimo di Polesia. Un'altra visione suggerisce che il termine giunga dall'espressione pod Lachem, cioè "sotto i polacchi", o "sotto governo polacco". Una variante di questa teoria sostiene che il nome sia nato dal periodo in cui il territorio era all'interno della Provincia di Trakai all'interno del Granducato di Lituania, lungo il confine del Regno di Polonia, e per questo pod Lachem significherebbe "vicino ai polacchi".
Attualmente il nome Podlachia è utilizzato principalmente per la parte polacca della regione, tradizionalmente divisa in Podlachia settentrionale (a nord del Bug Occidentale) e Podlachia meridionale. La parte settentrionale è all'interno del Voivodato della Podlachia.

## Storia
All'inizio della sua storia, l'area della Podlachia era abitata da diverse tribù con diverse radici etniche. Nel IX e X secolo l'area era abitata da tribù lechitiche nel sud e da baltici a nord. Fino al XIII secolo la Podlachia fu occupata da tribù rutene, probabilmente provenienti dalla Volinia, che parlavano una lingua proto-ucraina. Fino al XIV secolo la regione fece parte della Rutenia, e fu in seguito annessa al Granducato di Lituania. Nel 1569, dopo l'Unione di Lublino, la parte occidentale della Podlachia fu ceduta al Regno di Polonia; la parte meridionale rimase al Granducato fino alla spartizione della Polonia del 1795.

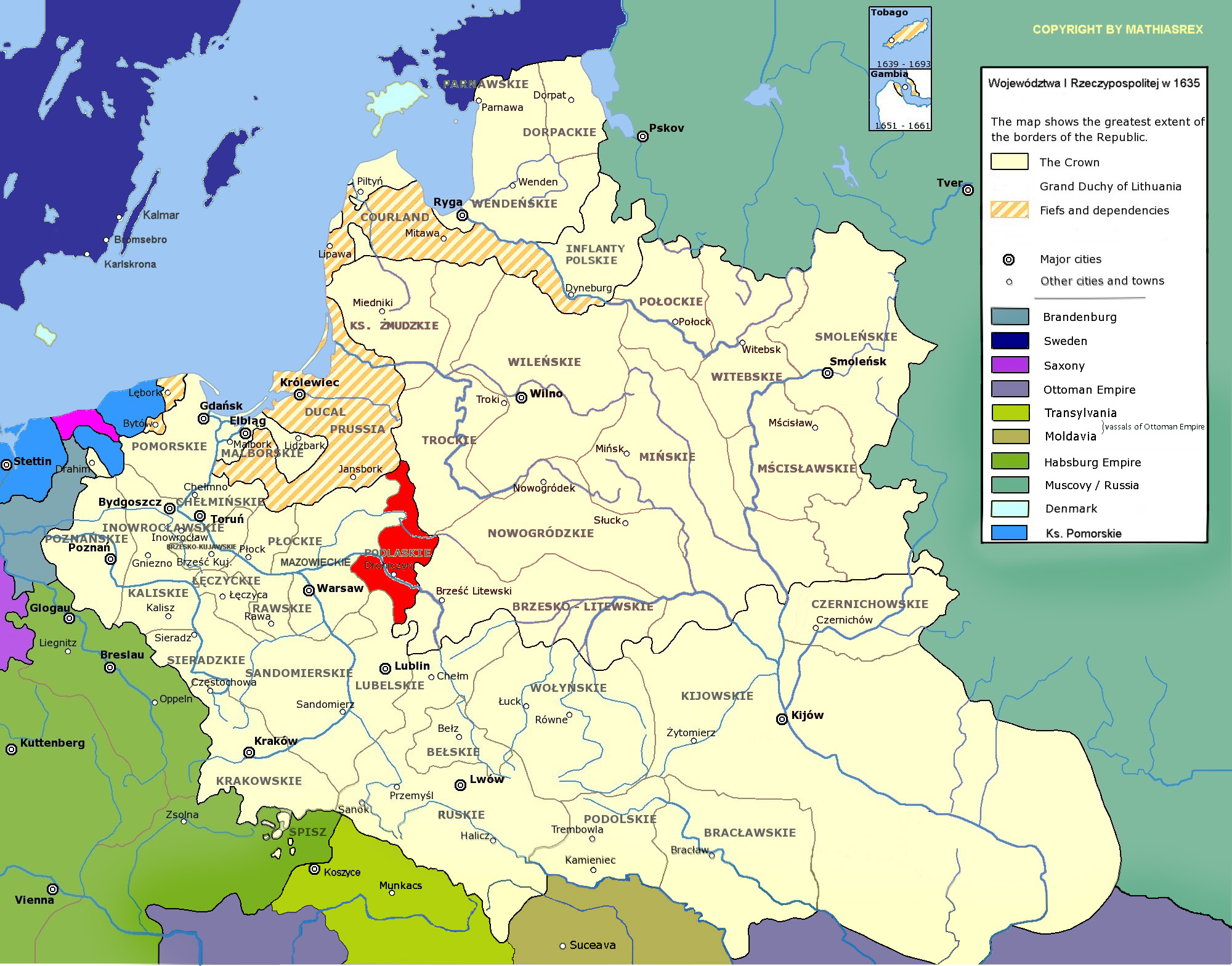
La Podlachia nella Confederazione Polacco-Lituana, 1635

## Situazione etnica
La Podlachia è la terra della confluenza delle culture polacca, bielorussa, ucraina e lituana, ed è indicativa dei limiti dei territori etnici. A est della Podlachia ci sono le terre non etnicamente polacche, mentre ad ovest si trovano quelle etnicamente non rutene, ucraine, bielorusse e lituane. Oggi nella regione si parla la lingua polacca, rutena, ucraina e bielorussa, mentre quella lituana non viene parlata.
Fino al XIX secolo la Podlachia era popolata da popoli di lingua polacca, ebrei, ortodossi ruteni e greco-cattolici che parlavano un dialetto simile alla lingua ucraina, il cosiddetto dialetto Khakhlak (Chachlak). Nel XIX secolo gli abitanti della regione finirono sotto il controllo dell'Impero russo, con la Podlachia meridionale che faceva parte dello stato fantoccio controllato dalla Russia detto Regno del Congresso. Dopo il 1839 le autorità russe proibirono la Chiesa greco-cattolica nella Podlachia settentrionale (eparchia di Volodymyr-Brėst), così questa Chiesa sparì dall'area; il rito fu vietato nella parte meridionale dal 1875 (eparchia di Chełm) e gli abitanti furono forzati all'ortodossia. La resistenza dell gente locale fu comunque forte e i ruteni si ribellarono alla religione ortodossa. Il 24 gennaio 1874 Wincenty Lewoniuk e 12 suoi compagni furono uccisi da soldati russi a Pratulin; in risposta a queste misure, i ruteni della Podlachia iniziarono a identificarsi con il movimento nazionale dei cattolici polacchi.
Nel 1905 le autorità russe emisero un editto di tolleranza che rese possibile il passaggio al rito romano, pertanto la maggioranza dei podlachiani meridionali che erano rimasti cattolici passò al rito romano. Oggi solo poche persone in Podlachia parlano la lingua rutena, e quasi tutti si considerano polacchi. I distretti lungo il confine con la Bielorussia sono popolati da bielorussi e da una minoranza tatara.

## Principali città
- Białystok
- Biała Podlaska
- Brėst
- Międzyrzec Podlaski
- Bielsk Podlaski
- Hajnówka